# Femminismo in Italia

Corteo femminista in Italia nel 1977

Il femminismo in Italia, come in altri Paesi, ha seguito un percorso complesso, che ha preceduto l'affermazione del termine "femminismo" e la nascita di un movimento politico strutturato, generalmente collocata nell'ultimo decennio del XIX secolo.
L'opposizione alla gerarchia tra i sessi e la critica della cultura patriarcale affondano le radici già nel Rinascimento, nell’ambito della querelle des femmes, attraverso gli scritti di diverse autrici che misero in discussione la visione misogina dominante, rivendicando la dignità e le capacità intellettuali delle donne.
L'Illuminismo, con la diffusione degli ideali di ragione, uguaglianza e diritti naturali, offrì nuove basi teoriche al dibattito sulla condizione femminile. La partecipazione femminile alla vita culturale attraverso salotti e accademie contribuì a creare spazi di confronto e socialità, che consolidarono le premesse per una critica alla disuguaglianza.
Nel XIX secolo il legame tra le aspirazioni risorgimentali e le rivendicazioni femminili si consolidò nel ruolo simbolico della donna "madre-cittadina" ed educatrice della nazione. L'impegno delle donne nel processo di unificazione nazionale favori la nascita delle prime associazioni e movimenti organizzati, che chiedevano accesso all'istruzione, riconoscimento dei diritti civili e partecipazione politica. A partire dagli ultimi decenni del secolo, queste istanze si intrecciarono con le rivendicazioni delle donne lavoratrici e con il nascente socialismo.
L'inizio del XX secolo vide la battaglia per il suffragio femminile intensificarsi, ma anche acuirsi le divisioni interne, dovute alle diverse posizioni politiche e agli obbiettivi sostenuti all'interno del variegato movimento, in merito a questioni come il voto e i diritti civili, l'importanza da attribuirsi alla religione e alla lotta di classe, l’atteggiamento da tenere nei confronti delle guerre coloniali e dell’intervento italiano nella prima guerra mondiale.
Il fascismo rappresentò una cesura, imponendo un modello femminile incentrato sul ruolo materno e domestico che annullò le libertà e interruppe il percorso delle rivendicazioni precedenti. La partecipazione femminile alla Resistenza antifascista costituì un'esperienza di protagonismo politico e sociale che si tradusse nel dopoguerra nella richiesta di piena cittadinanza.
A partire dagli anni settanta del Novecento, la seconda ondata del femminismo italiano introdusse nuove prospettive teoriche e politiche, spostando l’attenzione dalle sole rivendicazioni giuridiche ed economiche ad una più ampia critica culturale. Al centro del dibattito vi furono l’autodeterminazione, la valorizzazione della differenza femminile, la sessualità e il controllo del corpo, dando vita a mobilitazioni di massa su temi come il divorzio e l'aborto.
Il movimento si è evoluto negli anni successivi in forme molteplici, continuando a interrogare la società sui rapporti di genere, sull'autonomia, sulle disuguaglianze e sulla violenza contro le donne. 

## Rinascimento eQuerelle des femmes
Nel contesto del Rinascimento, anche in Italia si sviluppò un ampio dibattito intellettuale sulla condizione femminile noto come Querelle des femmes (trad.: disputa sulle donne), che prese forma in Europa a partire dal tardo Medioevo. Il confronto verteva sulla natura, le capacità e il ruolo sociale delle donne, dando origine a una vasta produzione di testi che, pur in forme diverse, anticiparono alcuni temi poi ripresi dal pensiero femminista moderno.

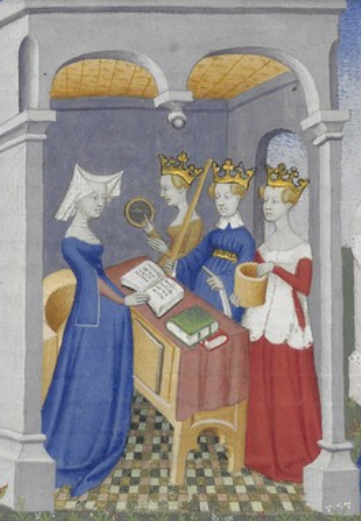
Christine de Pizan, La città delle dame, Miniatura, Bibliothèque nationale de France (BnF)

Tra le figure più emblematiche vi furono Christine de Pizan, di origini italiane ma attiva in Francia, che con La città delle dame (1404-1405 ca.) descrisse una società allegorica abitata da donne illustri del passato, confutando i pregiudizi maschili e ricostruendo una genealogia femminile.
Moderata Fonte, nel Merito delle donne (pubblicato postumo nel 1600) e Lucrezia Marinella, con La nobiltà et eccellenza delle donne (1600), difesero le qualità morali e intellettuali femminili confutando la visione misogina dominante e denunciando pratiche come i matrimoni di convenienza. Arcangela Tarabotti, religiosa veneziana, nel trattato Che le donne siano della spetie degli huomini (1651) affermò la pari natura umana e intellettuale di uomini e donne e denunciò apertamente l'oppressione femminile e la pratica delle monacazioni forzate, intesa come ingiusta violenza e negazione della libertà femminile.
Accanto a queste autrici, la cultura italiana del Quattrocento e del primo Cinquecento aveva già conosciuto autrici di notevole rilievo intellettuale, come Isotta Nogarola, Cassandra Fedele e Laura Cereta, che pur operando in epoche e contesti differenti, contribuirono a elevare il profilo culturale delle donne. Le loro opere, soprattutto quelle di Cereta (Epistolae familiares, scritte tra il 1488 e il 1492 e pubblicate nel 1640), mostrano una chiara consapevolezza della condizione femminile e della necessità di riconoscerne il valore intellettuale.
Secondo Sarah Gwyneth Ross, autrice di uno studio comparativo su decine di donne italiane e inglesi,  il "femminismo rinascimentale" sarebbe nato all’interno degli ambienti familiari, grazie all’influenza educativa di padri e fratelli e alla protezione delle reti parentali, che avrebbero consentito a queste donne - tra cui Christine de Pizan, Isotta Nogarola, Laura Cereta e Cassandra Fedele - di formarsi e affermarsi come intellettuali legittimate e riconosciute.

A partire dal saggio di Joan Kelly Did Women Have a Renaissance? (1976), si è aperto un dibattito storiografico sul reale impatto del Rinascimento nella condizione femminile. Alcune studiose, come Margaret L. King, hanno sottolineato come gli esempi di "donne intellettuali" rappresentassero eccezioni in un contesto in cui l’accesso femminile al sapere rimaneva fortemente limitato e la loro influenza complessiva circoscritta.

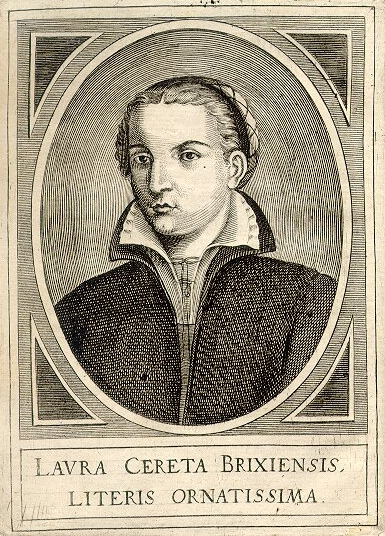
Laura Cereta
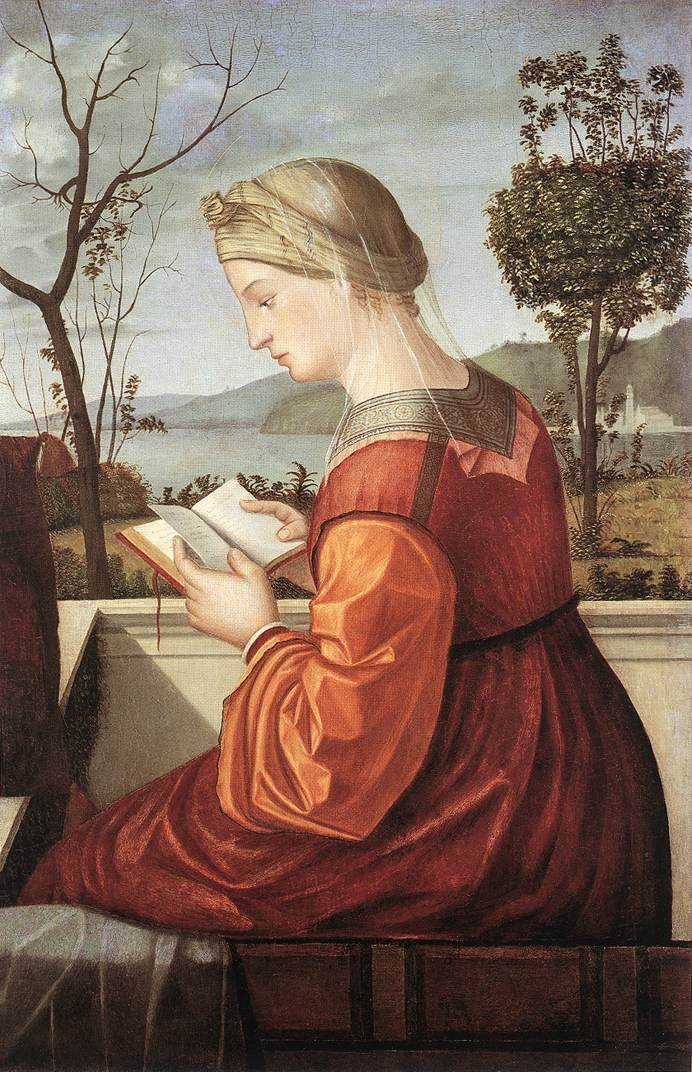
La Madonna leggente (1505–10), di Vittore Carpaccio. Vi fu un'alfabetizzazione diffusa tra le donne di classe superiore in Italia durante il Rinascimento.
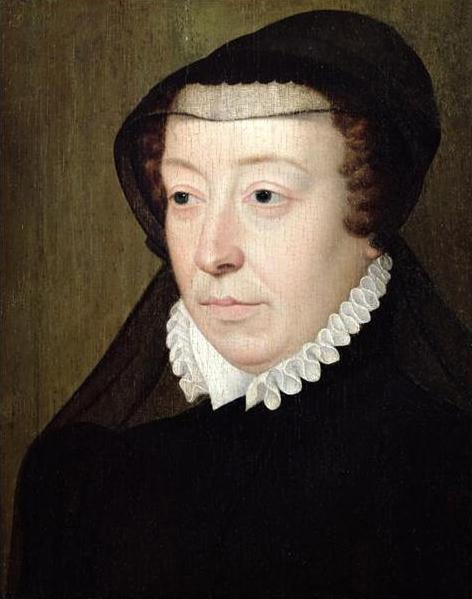
Caterina de' Medici, regina consorte francese di origini italiane del XVI secolo.
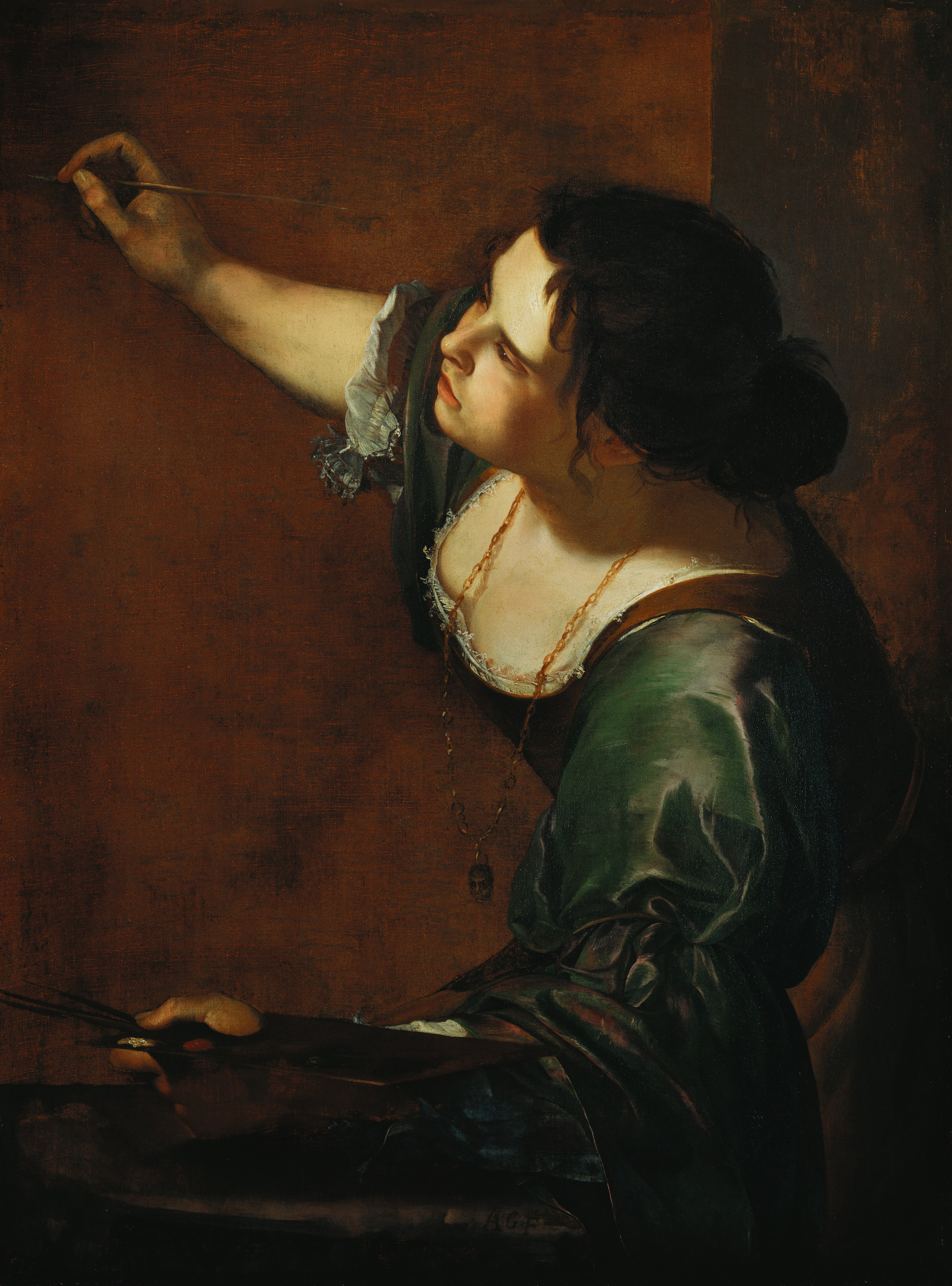
L'Autoritratto come allegoria della Pittura (1638-9) di Artemisia Gentileschi.
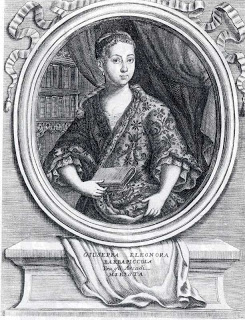
Giuseppa Eleonora Barbapiccola.

## L'Illuminismo e i limiti dell'universalismo
Nel Settecento l’Illuminismo contribuì a mettere in discussione la subordinazione femminile attraverso i suoi ideali di ragione, uguaglianza e diritti naturali. Tuttavia, l’effettiva applicazione di tali principi fu segnata da profonde contraddizioni: molti filosofi continuarono a sostenere l'inferiorità delle donne, fondata su una presunta "natura" biologica. Il soggetto dei diritti, definito in termini astratti e apparentemente neutri, di fatto venne identificato con un individuo di sesso maschile, bianco, colto e proprietario.
Nel contesto europeo, accanto a testi come Émile di Jean-Jacques Rousseau (1762) che relegarono le donne alla sfera domestica e al ruolo di mogli e madri, si affermarono voci femminili che rivendicarono l’uguaglianza tra i sessi. Tra le più note vi sono Olympe de Gouges, autrice della Dichiarazione dei diritti della donna e della cittadina (1791) e Mary Wollstonecraft che nel 1792 pubblicò Vindication of the Rights of Woman.

### Il dibattito sull’istruzione femminile in Italia
Nell'Italia del XVIII secolo una componente significativa del dibattito illuminista fu la riflessione sull'istruzione femminile e sull'ammissione delle donne nelle Accademie, luoghi cruciali della vita intellettuale. Nel 1723 Giovanni Antonio Volpi si oppose pubblicamente a tale accesso con il discorso Che non debbono ammettersi le Donne allo studio delle scienze e delle Belle arti, tenuto all’Accademia dei Ricovrati, mentre Giovanni Niccolò Bandiera nel suo Trattato degli studi delle donne (1740) ne difese il diritto all'educazione.

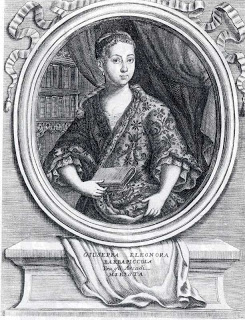
Giuseppa Eleonora Barbapiccola

Alcune accademie letterarie, come l’Arcadia, ammisero studiose tra i propri membri offrendo  loro una visibilità pubblica all’interno del dibattito culturale.
Tra le accademiche si distinsero figure come Giuseppa Eleonora Barbapiccola, filosofa e traduttrice delle Meditationes di Cartesio, frequentatrice del circolo intellettuale di Giovambattista Vico; la poetessa Diamante Medaglia Faini, autrice del Discorso intorno agli studi convenienti alle donne (1763), tenuto davanti al pubblico interamente maschile dell’Accademia degli Unanimi di Salò, in cui difese l’insegnamento della fisica e della matematica, materia, quest'ultima, ritenuta non idonea alle menti femminili da Francesco Algarotti nel suo Newtonismo per le dame (1737); la letterata Aretafila Savini, autrice di un' Apologia in favore degli studi delle donne (1729) in risposta alle posizioni misogine dell'accademico Giovanni Antonio Volpi; la pittrice Rosalba Carriera, ammessa nel 1705 all'Accademia di San Luca a Roma con la sua opera Fanciulla con colomba.
A Venezia si ha notizia di accademie composte di sole donne, come, a metà del secolo, l' "Accademia donnesca" che riuniva "nobili dame" intorno al comune interesse della poesia e della musica.
L’immagine della donna intellettuale italiana suscitò l’ammirazione europea: Germaine de Staël, nel suo Corinne ou l’Italie (1807), celebrò la poetessa arcadica Corilla Olimpica, elevandola a emblema di un’Italia colta femminile.

### Accesso agli studi superiori e carriere scientifiche

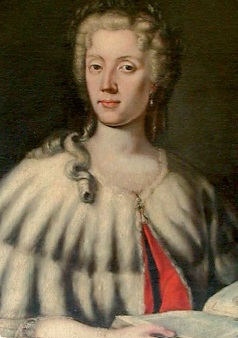
Laura Bassi, prima donna a intraprendere una carriera accademica e scientifica in Europa

Il mondo accademico conobbe alcune figure d’eccezione che testimoniarono la possibilità di una presenza femminile negli studi superiori: Elena Cornaro Piscopia, conosciuta come la prima donna laureata al mondo, conseguì nel 1678 una laurea in filosofia presso l’Università di Padova; nel 1732 Laura Bassi ottenne una cattedra in fisica presso l’Università di Bologna, diventando una delle prime donne scienziate in Europa e la prima ad essere ammessa all'Accademia delle Scienze di Bologna.

### Salotti letterari, stampa femminile e attivismo politico
Accanto alle accademie, i salotti letterari offrirono un altro spazio significativo per l’espressione intellettuale delle donne. A Milano, Maria Gaetana Agnesi, matematica e filosofa, divenne un punto di riferimento per l’élite culturale; a Venezia Giustina Renier Michiel trasformò la propria casa in un centro nevralgico della vita culturale della Serenissima, punto di incontro degli artisti e scrittori più famosi del tempo, come Ugo Foscolo, Antonio Canova, Lord Byron, promuovendo la diffusione del pensiero illuminista. 

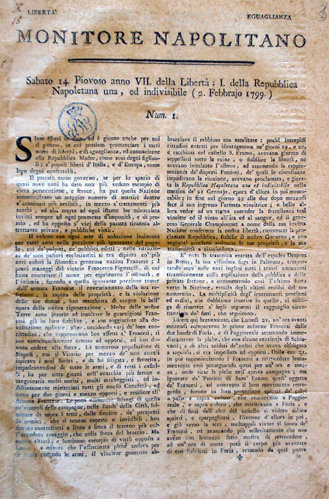
Primo numero del Monitore Napolitano di Napoli (2 febbraio 1799), diretto da Eleonora de Fonseca Pimentel

Negli ultimi decenni del secolo, anche l’editoria cominciò a rivolgersi a un pubblico femminile con pubblicazioni come Il Giornale delle dame e delle mode di Francia (Milano, 1786–1794) e La donna galante ed erudita (Venezia, 1786–1788). Elisabetta Caminer Turra, giornalista e imprenditrice, inizialmente collaboratrice del padre nella conduzione del giornale L’Europa Letteraria (1768), dal 1773 fu tra le prime donne italiane a dirigere un periodico, il Giornale Enciclopedico; svolse un ruolo di primo piano nell'editoria veneziana e nella circolazione del pensiero illuminista tra lettrici e lettori italiani.
Nel 1797, a Venezia, un’anonima “cittadina” pubblicò La causa delle donne, testo ispirato alla Déclaration di Olympe de Gouges, in cui denunciò l’esclusione femminile dallo spazio pubblico, nonostante la professione, da parte dei "fratelli cittadini", dei principi rivoluzionari di uguaglianza e libertà.
Due anni dopo, nel contesto delle repubbliche giacobine, Carolina Lattanzi, autrice dell'opuscolo Della servitù delle donne (1797), nei circoli democratici della Repubblica Cisalpina rivendicò una piena uguaglianza di diritti e una partecipazione attiva delle donne al processo rivoluzionario e alla vita pubblica. Durante l'esperienza della Repubblica Napoletana, Eleonora de Fonseca Pimentel, direttrice del Monitore Napoletano e sostenitrice degli ideali repubblicani, fu figura di rilievo nel processo rivoluzionario. La sua esecuzione pubblica, nel 1799, segnò simbolicamente il fallimento del progetto rivoluzionario e la repressione del protagonismo femminile nello spazio politico.

## XIX secolo
Nel corso dell’Ottocento le aspirazioni femminili all’emancipazione si intrecciarono con i processi politici e sociali che portarono all’unificazione nazionale, generando una tensione profonda tra il protagonismo civile delle donne e la loro esclusione dalla cittadinanza giuridica.
L’esperienza risorgimentale, la diffusione dell’istruzione, la crescente industrializzazione, l'ingresso delle donne nel mondo lavoro salariato e il contatto con le dottrine democratiche e socialiste, le prime battaglie legislative, come quelle per l’abolizione della regolamentazione della prostituzione e per il diritto al voto, lo sviluppo di un associazionismo e di una stampa femminile influenzati dai movimenti internazionali, costituirono il contesto entro il quale negli ultimi decenni del secolo si delineò il femminismo come movimento politico, attraverso il passaggio dal piano della testimonianza individuale a quello dell’organizzazione collettiva.

### Risorgimento
Durante il Risorgimento le donne italiane presero parte in forme molteplici ai processi di mobilitazione per l'indipendenza nazionale.

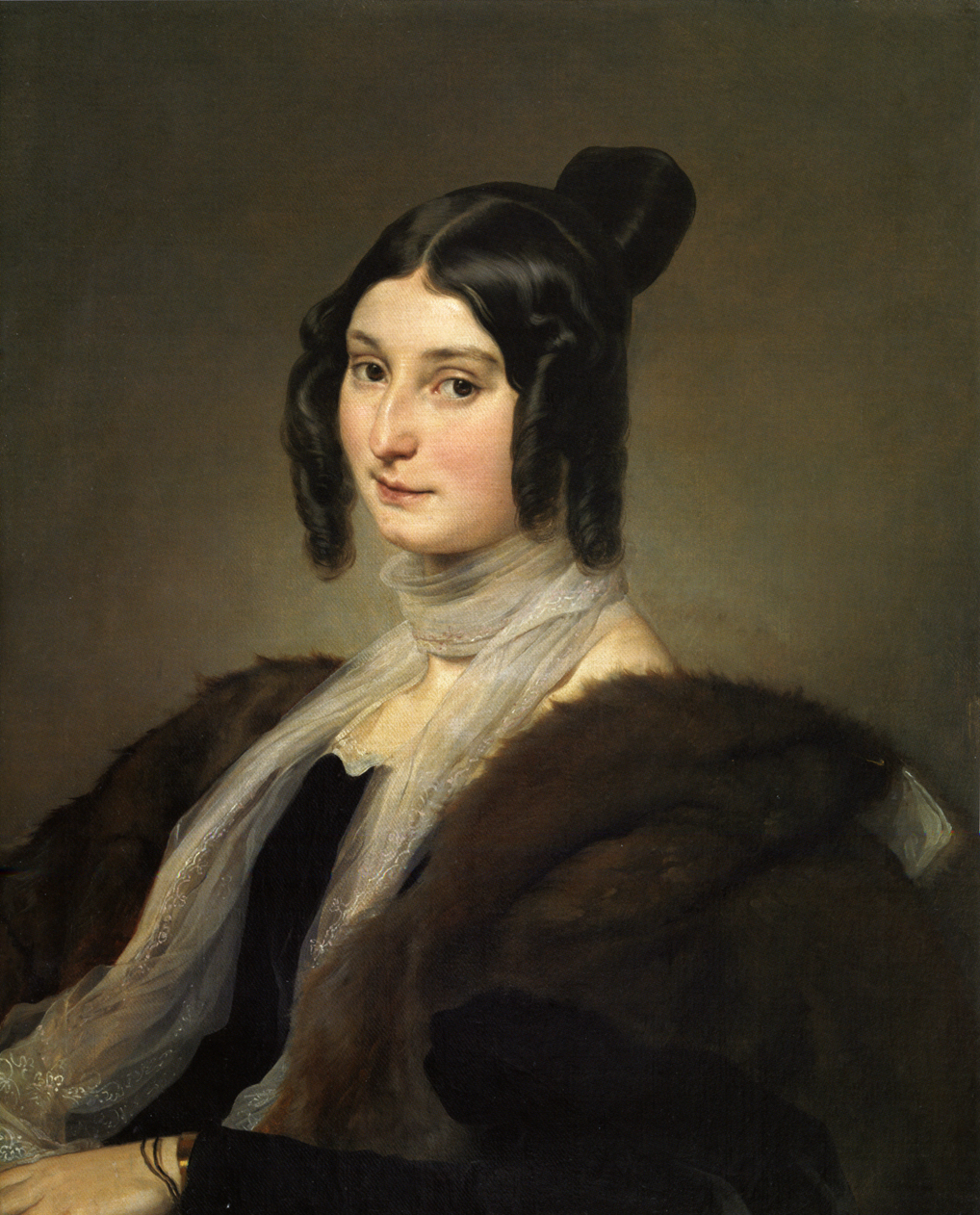
Clara Maffei, ritratto di Hayez

Animarono i salotti letterari e i circoli patriottici, come quelli di Clara Maffei e Amelia Sarteschi Calani Carletti, che divennero cruciali centri di diffusione degli ideali unitari. Offrirono sostegno logistico e finanziario alle attività cospirative, con figure come Laura Solera Mantegazza che si distinsero in questo ambito. Diverse donne, tra cui Bianca Milesi, aderirono alle società segrete come la Carboneria attraverso formazioni femminili, come la Società delle Giardiniere e contribuirono alla produzione e alla diffusione della stampa patriottica clandestina.
Negli eventi bellici, il loro ruolo fu fondamentale nell'assistenza ai feriti e nell'organizzazione di ospedali da campo, come nel caso di Jessie White Mario, infermiera e pubblicista legata a Mazzini e a Garibaldi e Cristina Trivulzio di Belgiojoso, che a Roma organizzò un corpo di infermiere volontarie. Alcune parteciparono agli scontri armati: Colomba Antonietti e a Marta della Vedova volontaria di Faenza, caddero durante la difesa della Repubblica Romana e Giuditta Tavani Arquati fu tra le protagoniste della resistenza armata per la liberazione di Roma nel 1867.
Furono inoltre attive nella propaganda e nella sensibilizzazione attraverso la poesia, il teatro, la musica, la stampa clandestina. Nel Meridione poetesse come Laura Beatrice Oliva e le componenti del Circolo delle poetesse Sebezie promossero ideali patriottici attraverso la loro produzione letteraria; Antonietta De Pace fu protagonista nel coordinamento dei comitati meridionali durante le imprese garibaldine. A Palermo emersero iniziative come la Legione delle Pie Sorelle e giornali femminili impegnati come La tribuna delle donne.

#### I Moti del 1848 e l'esclusione dai Plebisciti

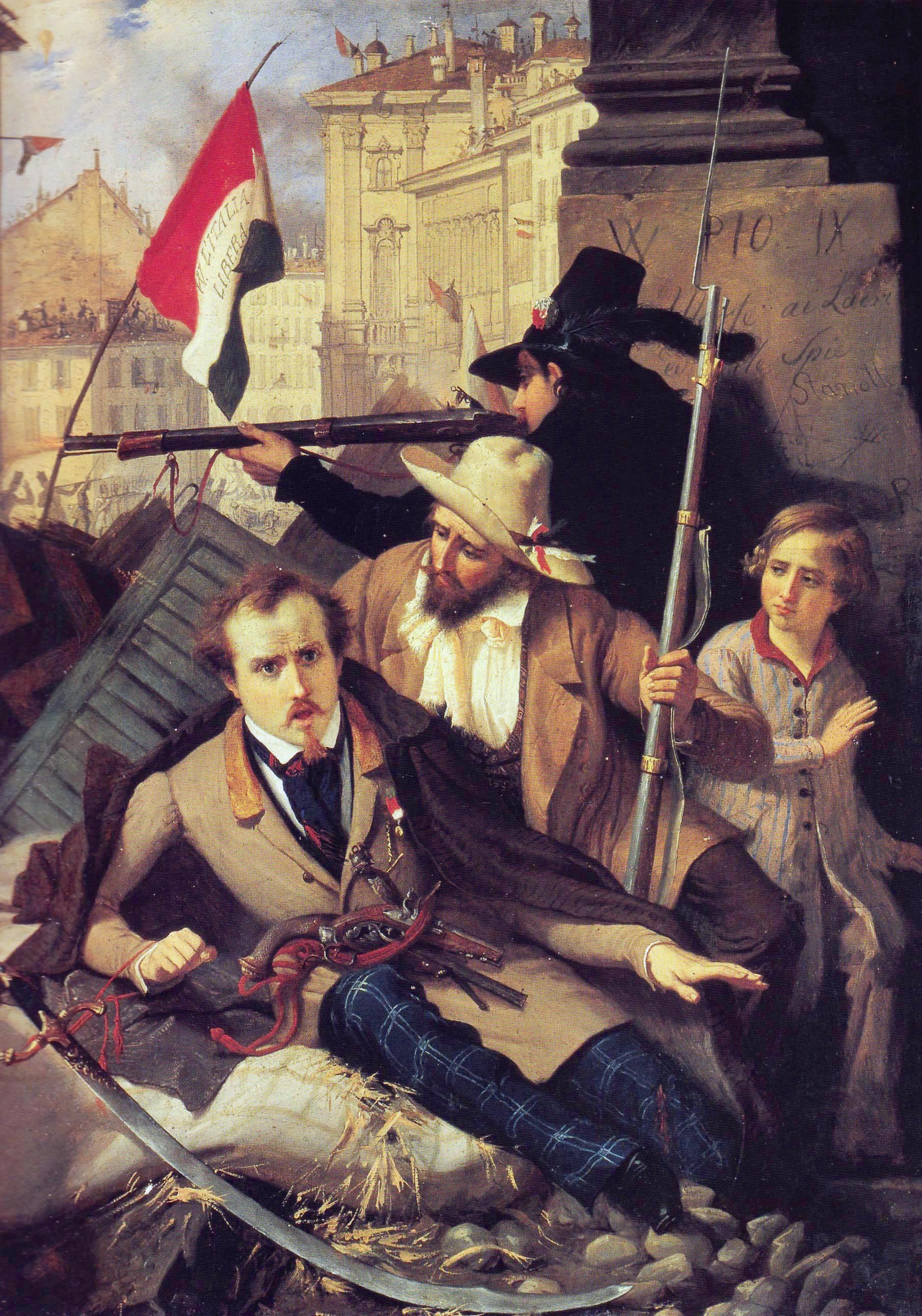
Episodio delle Cinque Giornate, di Baldassare Verazzi

La partecipazione femminile ai moti del 1848 fu particolarmente intensa in diverse città italiane. Durante le Cinque Giornate di Milano, nelle barricate di Roma o nella difesa di Venezia, le donne furono attivamente presenti, partecipando alla resistenza e alle attività di soccorso. L'esperienza della Repubblica Romana (1849) vide un coinvolgimento significativo di donne nell'organizzazione civile e nella difesa armata. Cristina Trivulzio di Belgiojoso assunse un ruolo di primo piano.
A Venezia, Milano, Napoli, gruppi di patriote chiesero invano alle amministrazioni repubblicane di costituire un battaglione femminile; nella città lagunare il giornale Il Circolo delle Donne Italiane collegò esplicitamente la militanza femminile alla richiesta di piena cittadinanza.
Nonostante questa ampia partecipazione le donne furono escluse dal diritto di voto nei plebisciti che sancirono l'annessione dei vari stati italiani al Regno di Sardegna, evidenziando il loro confinamento a ruoli di supporto senza diritti politici. Tale esclusione generò alcune delle prime proteste formali, ponendo le basi per le future rivendicazioni.
Nel processo di costruzione della memoria risorgimentale, il contributo femminile venne in gran parte rielaborato in chiave simbolica e retorica. La nazione fu spesso rappresentata come una figura femminile - madre dolente, martire, ispiratrice - mentre alle donne reali fu attribuito un ruolo ancillare, morale, domestico. La madre patriottica divenne uno dei miti fondanti dell’Italia post-unitaria, incarnato da figure come Adelaide Cairoli e Caterina Franceschi Ferrucci, celebrate più per le loro virtù educative e familiari che per l’impegno civile o politico.

### Periodo post-unitario
Dopo l'Unità, la condizione giuridica, sociale e culturale delle donne rimase fortemente subordinata. In questo contesto le istanze emancipazioniste iniziarono a coagularsi in un movimento politico definito, ancora limitato per diffusione e portata, ma caratterizzato dall'ampia diffusione di forme associative, di una stampa dedicata, e di rivendicazioni più strutturate sul piano dei diritti, dell'istruzione e della partecipazione pubblica.

#### Condizione giuridica, istruzione e lavoro femminile
Dal punto di vista giuridico l’unificazione italiana non comportò miglioramenti sostanziali per i diritti femminili: il Codice civile del 1865, ispirato a quello napoleonico, garantì capacità giuridica solo alle nubili, mentre le donne sposate restarono subordinate ai mariti, e i loro diritti di tutela sui figli limitati ad alcuni ristretti casi.
L'analfabetismo era molto diffuso tra le donne: il censimento della popolazione del 1871, su una popolazione di circa 26,8 milioni di abitanti rilevò una percentuale di quasi il 73% di analfabeti, di cui il 67% tra la popolazione maschile, il 78,9 tra la popolazione femminile, con un picco, per quest'ultima, del 95,3% in Basilicata e Calabria.

Sul fronte dell'istruzione, la Legge Casati del 1859, applicata su scala nazionale dopo il 1861, aprì alle donne la professione di maestra elementare, una delle prime forme di impiego pubblico femminile, anche se marginale e sottopagato: a parità di titolo lo stipendio risultava inferiore di un terzo di quello dei colleghi maschi. Negli ultimi decenni del secolo le maestre - circa 20.000 contro 1323 maschi nel 1898 - divennero la spina dorsale del sistema scolastico italiano e l'adesione alle associazioni degli insegnanti consentì loro di acquisire esperienza nell'organizzazione e nella tutela della propria condizione lavorativa. Tra le donne impegnate nelle associazioni emancipazioniste o nelle Leghe professionali, si contavano moltissime maestre.

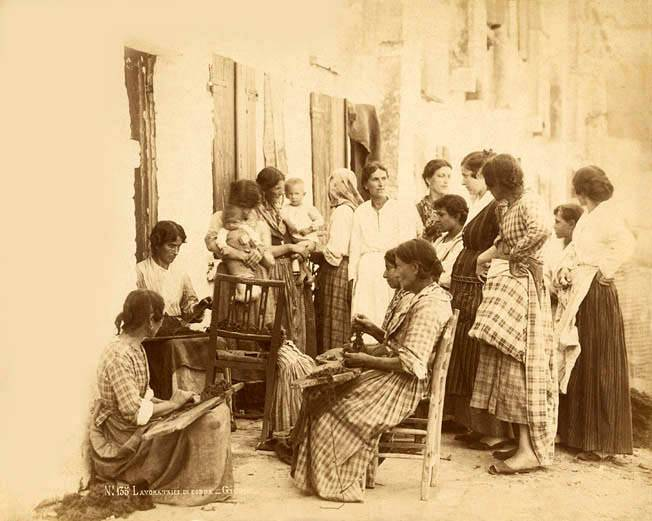
Donne italiane al lavoro, 1900 circa.

Le università iniziarono ad accettare studentesse nel 1876; dal 1877 al 1900 si laureano 257 donne (177 in Lettere e Filosofia, 30 in Scienze fisiche, chimiche e naturali, 24 in Medicina e chirurgia, 20 in matematica, 6 in Giurisprudenza). Lidia Poët, la prima donna del Regno a laurearsi in giurisprudenza nel 1881, si vedrà negare dalla Corte d’Appello di Torino l'esercizio della professione di avvocato, essendo questa, secondo la sentenza, «un ufficio esercitabile soltanto da maschi e nel quale non dovevano punto immischiarsi le femmine».
Per tutto il secolo il maggior numero di occupati si concentrò nell'agricoltura, dove nel 1871 la percentuale di donne rappresentava il 35,5% della forza lavoro. Una parte crescente della popolazione femminile, a seguito del processo di industrializzazione, venne impiegata nelle fabbriche, in particolare quelle tessili e nelle manifatture statali; l’espansione del settore terziario introdusse nuove figure professionali, prevalentemente affidate a manodopera femminile, come la telegrafista, la dattilografa, la stenografa, le telefonista.

#### Associazionismo, femminismo e socialismo
L’associazionismo femminile si rafforzò nel periodo post-unitario, sviluppandosi in circoli culturali, iniziative filantropiche e leghe politiche e mirando a elevare la condizione delle donne sia attraverso la mutua assistenza e la promozione di scuole e programmi educativi innovativi, sia promovendo il coinvolgimento femminile in campagne per i diritti civili.

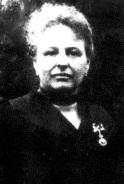
Anna Maria Mozzoni

Tra le figure più importanti del primo femminismo italiano spicca Anna Maria Mozzoni (1837-1920), considerata una delle pioniere del movimento. Nel 1864 pubblicò La donna e i suoi rapporti sociali in occasione della revisione del codice italiano nel 1864, denunciando le disuguaglianze del diritto di famiglia. Mozzoni condusse anche una campagna contro la regolamentazione della prostituzione e tradusse La servitù delle donne di John Stuart Mill, contribuendo a diffondere idee chiave del pensiero emancipazionista internazionale in Italia. Nel 1881, per promuovere il suffragio femminile, fondò a Milano la Lega per la promozione degli interessi femminili, ritenuta da alcune storiche l'atto di nascita del femminismo come movimento politico in Italia.
Negli ultimi decenni del secolo, intersecandosi con le nascenti ideologie politiche e sociali e con le mutate condizioni economiche, emerse una componente più vicina al socialismo, rappresentata da figure come Anna Kuliscioff, medico e militante socialista, impegnata nella difesa delle lavoratrici e nel dibattito parlamentare sulle leggi di tutela del lavoro femminile.
ll rapporto tra femminismo e socialismo fu articolato. Alcune esponenti, come Anna Maria Mozzoni, cercarono un'alleanza con il movimento socialista, ritenendo che la liberazione femminile dovesse passare anche attraverso una trasformazione delle strutture economiche e sociali, ma espressero nel contempo le loro critiche nei confronti di un socialismo che spesso marginalizzava la questione di genere. Altre, come Anna Kuliscioff, sostennero l’emancipazione delle donne all’interno di una più ampia prospettiva di lotta di classe, ritenendo la parità inseparabile dal superamento del sistema capitalistico.

#### La stampa emancipazionista
Un ruolo cruciale fu svolto dalla stampa emancipazionista, che divenne il veicolo principale per la diffusione delle idee e la creazione di una rete tra le attiviste. Uno dei primi periodici, La Donna di Gualberta Alaide Beccari, fondata nel 1868, rappresentò uno strumento fondamentale per la circolazione di idee emancipazioniste e per il collegamento con le esperienze del femminismo internazionale. Nel 1877, una petizione per l’estensione del diritto di voto alle donne raccolse oltre tremila firme, segnando il primo tentativo collettivo di mobilitazione in ambito politico.

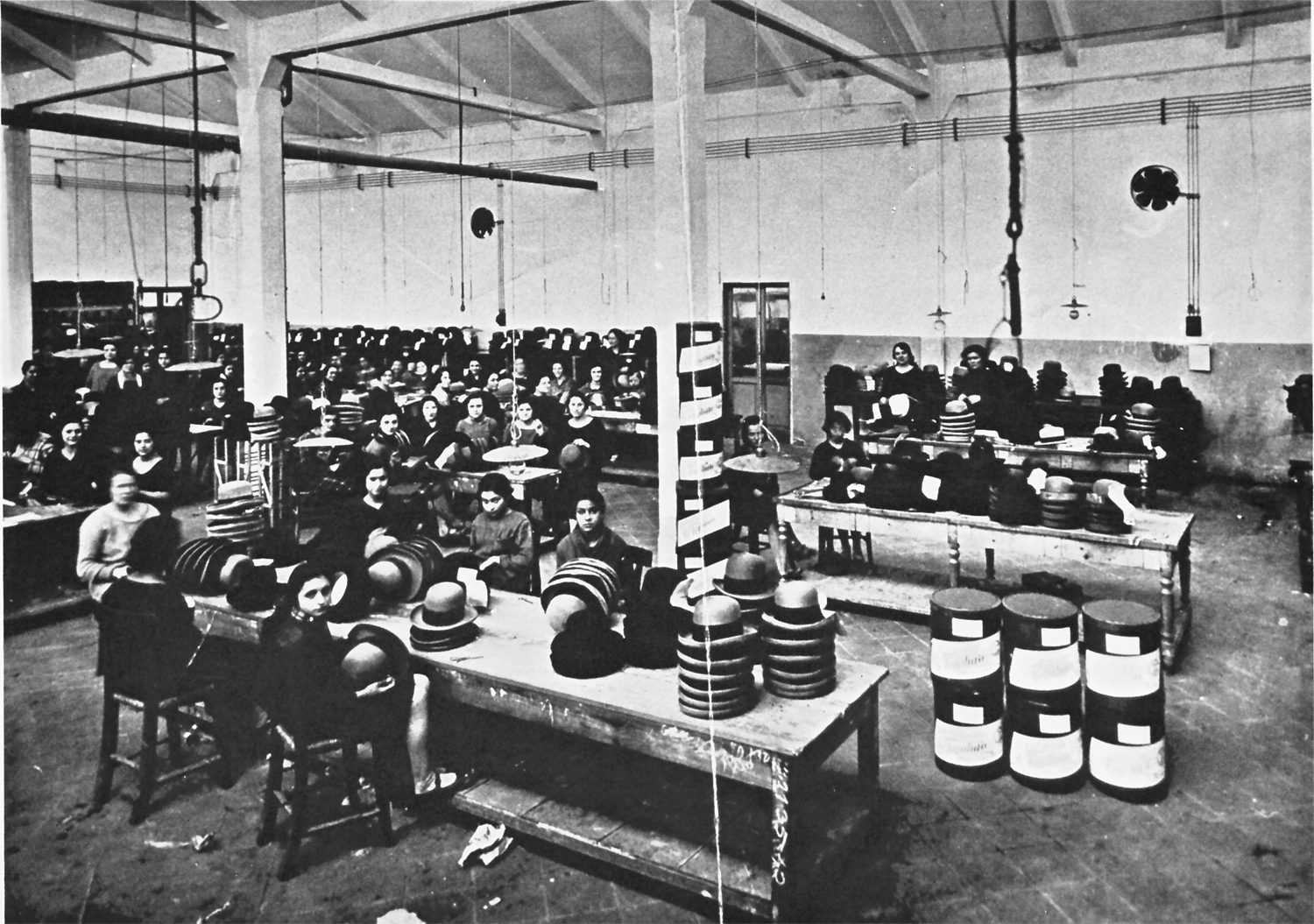
Donne al lavoro in una fabbrica, 1920 circa.

## Le donne nell'Italia fascista (1922-1945)
Al movimento femminista venne inferto un duro colpo nel 1922, quando Mussolini salì al potere e nel paese era in corso l'ascesa sociale del fascismo. Questo periodo è stato generalmente antifemminista; ad esempio l'ideologia fascista dettava la procreazione come il dovere principale per una donna. Nel 1925, la legge 22 novembre n. 2125 introdusse il voto alle donne per le elezioni amministrative, ma con restrizioni rilevanti. Potevano votare solo le cittadine di almeno 25 anni che soddisfacessero almeno uno dei seguenti requisiti: aver ricevuto una medaglia al valor militare o una croce al merito di guerra; essere state insignite di una medaglia al valore civile o dei benemeriti della sanità pubblica o dell’istruzione elementare; essere madri o vedove di caduti in guerra; oppure esercitare la patria potestà, a condizione di saper leggere e scrivere.

La riforma podestarile, entrata in vigore il 4 febbraio 1926, rese però nulla tale legge poiché ogni elettorato amministrativo locale veniva annullato sostituendo al sindaco il podestà che, insieme ai consiglieri comunali, non era eletto dal popolo ma dal governo. Si dovette aspettare fino al 1946 perché le donne guadagnassero il pieno suffragio.

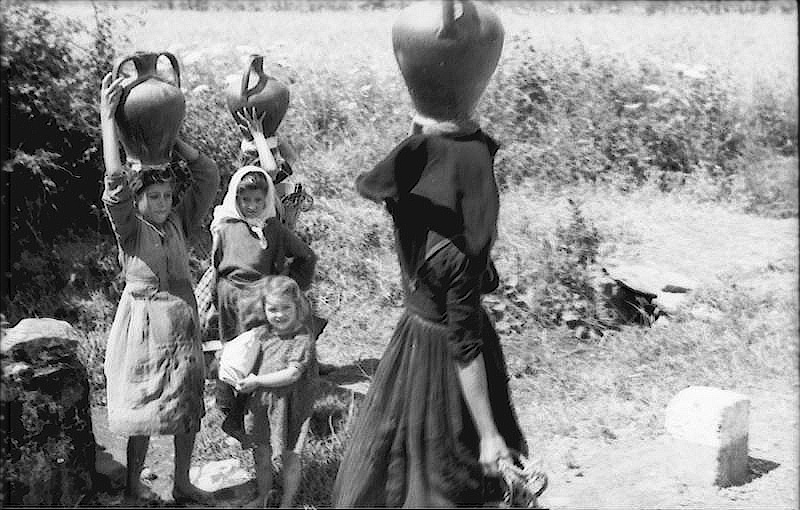
Donna e bambine al pozzo, in una località imprecisata del Sud Italia, nel periodo della Seconda Guerra Mondiale.

## Femminismo italiano dal dopoguerra in poi
Come successe anche in altri paesi i primi gruppi organizzati femministi si svilupparono in Italia con l'avvio degli anni settanta, come parte della seconda ondata femminista. Nel 1970 il periodico Rivolta Femminile venne fondato a Roma e a Milano da Carla Lonzi, Carla Accardi e Elvira Banotti, con la pubblicazione di un manifesto.

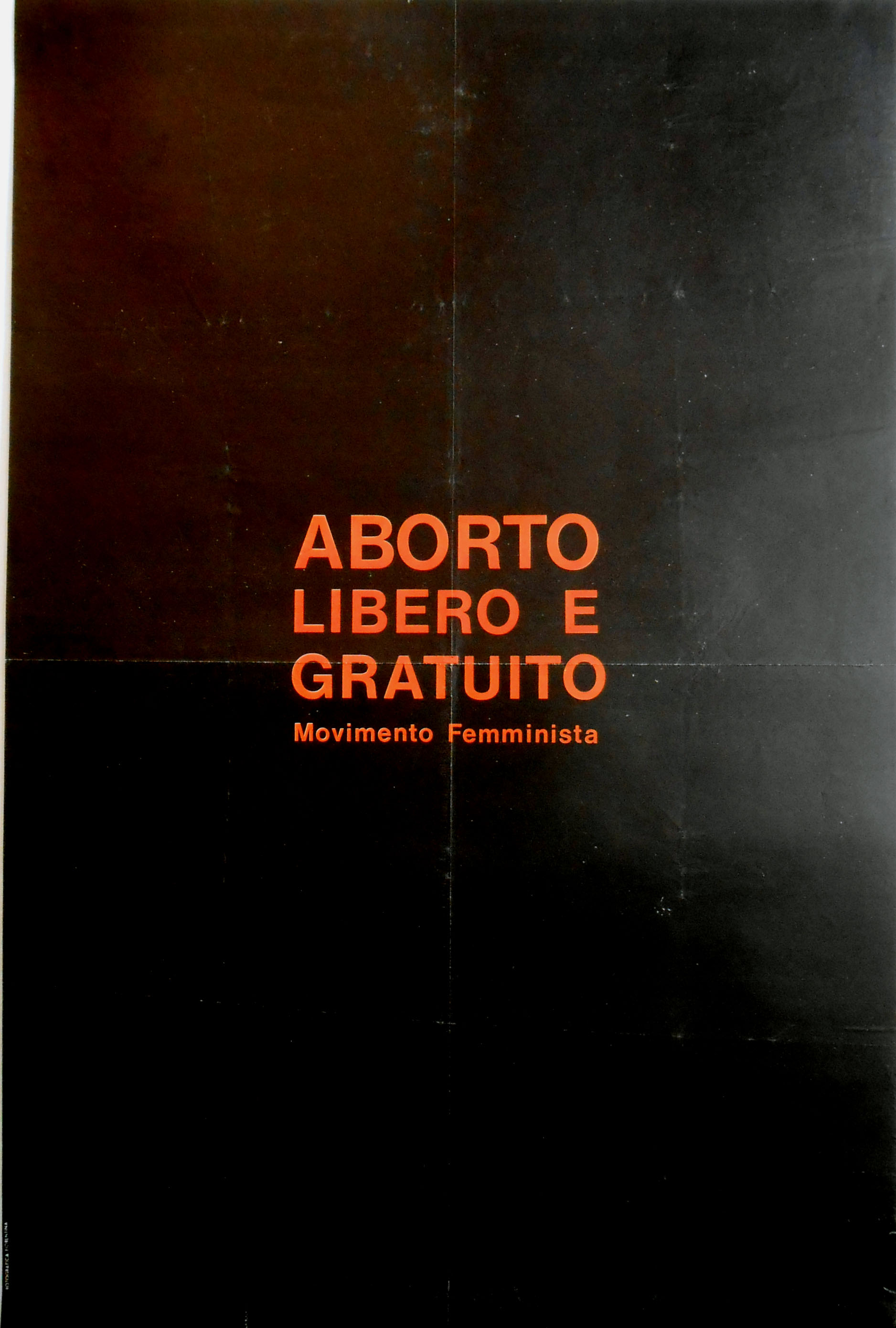
Manifesto del Movimento femminista in favore dell'aborto (Fondo Giuffredi), 1976

Tra i maggiori successi del femminismo italiano in questo decennio vi fu l'introduzione di una legge per il divorzio (1970) e di una legge che regolamentava l'aborto (1978).
Nel 1975 il diritto di famiglia venne riformato per rimuovere l'adulterio dagli atti penali perseguibili, così come il fatto che i partner maschili e femminili in un matrimonio venivano di fatto considerati uguali di fronte alla legge. In particolare la legge numero 151/1975 prevedeva la parità di genere all'interno del matrimonio, abolendo così il dominio legale del marito. Tali riforme giuridiche rimossero anche la discriminazione nei confronti dei bambini nati al di fuori dell'istituto matrimoniale.
Il 1981 vide l'abrogazione della legge italiana che prevedeva la pena mitigata in caso di delitto d'onore: prima di allora la legge diceva all'Art. 587: "Colui che provoca la morte di un coniuge, figlia, o sorella dopo aver scoperto la sua relazione carnale illegittima e nel calore della passione introdotto dalla colpa al suo onore o quello della sua famiglia sarà condannato da tre a sette anni. La stessa pena si applica a chi, nelle circostanze di cui sopra, provoca la morte della persona coinvolta nelle relazioni carnali illegittime con la moglie, la figlia o la sorella".
A Roma nel 1992 un istruttore di guida quarantacinquenne venne accusato di stupro; quando una ragazza diciottenne prese con lui la sua prima lezione di guida egli l'avrebbe violentata per un'ora, poi le disse che se voleva denunciarlo l'avrebbe uccisa. Più tardi quella notte, raccontò il fatto ai suoi genitori ed essi accettarono di aiutarla. Mentre il presunto violentatore è stato condannato, la Corte suprema di cassazione ha annullato la condanna nel 1998 perché la vittima indossava dei jeans stretti. È stato sostenuto che lei deve aver necessariamente dovuto aiutare il suo aggressore a toglierle i suoi jeans, rendendo così l'atto consensuale ("perché la vittima indossava i jeans molto stretti, ha dovuto aiutarlo a rimuoverli... e rimuovendo il jeans... non si trattava più di stupro, ma di sesso consensuale"). La Suprema Corte italiana ebbe a dichiarare nella sua decisione che "è un fatto di esperienza comune che è quasi impossibile sfilarsi i jeans stretti, anche in parte, senza la collaborazione attiva della persona che li indossa".
Questa sentenza ha suscitato una diffusa protesta femminista. Il giorno dopo la decisione, le donne presenti nel Parlamento italiano protestarono indossando i jeans e tenendo cartelli con la scritta “Jeans: Un alibi per lo stupro”. Come segno di sostegno il Senato della California ne seguì l'esempio. Presto Patricia Giggans, direttore esecutivo della Commissione di Los Angeles sulle aggressioni contro le donne, (oggi la Peace Over Violence) ha promosso il Denim Day come evento annuale.
A partire dal 2011 almeno 20 stati degli Stati Uniti riconoscono ufficialmente il Denim Day nel mese di aprile. I Jeans da portare in questo giorno sono diventati un simbolo internazionale di protesta contro gli atteggiamenti errati e distruttivi sulla violenza sessuale. A partire dal 2008 la Corte di Cassazione italiana ha ribaltato le proprie sentenze e da allora non c'è più una difesa dei "jeans" per l'accusa di stupro.
Nel 1996 l'Italia ha modificato la legge sullo stupro, con un inasprimento della pena per l'aggressione sessuale e la riclassificazione da reato contro la morale a crimine penale contro la persona.
Dopo un paio di casi di infibulazione praticata da medici compiacenti all'interno della comunità degli immigrati africani i fatti sono venuti a conoscenza del pubblico attraverso la copertura mediatica, la Legge nº 7/2006 è stata approvata in Italia il 9/1/2006, divenendo efficace su 28/01/2006, recante "Misure di prevenzione e il divieto di qualsiasi pratica di mutilazioni genitali femminili".
La legge è anche conosciuta come la Legge Consolo dal nome del suo primo promotore, il senatore Giuseppe Consolo. L'articolo 6 della legge integra il codice penale italiano con gli articoli 583-bis e 583-ter, che punisce qualsiasi pratica di mutilazione genitale femminile "non giustificabile sotto esigenze terapeutiche o mediche" con la reclusione da 4 a 12 anni (da 3 a 7 anni per qualsiasi mutilazione di tipo diverso, o meno grave, come la clitoridectomia, l'escissione o infibulazione). La pena può essere ridotta fino a 2/3 se il danno causato è di modesta entità (cioè se parzialmente o completamente senza successo), ma possono anche essere elevati fino a 1/3 se la vittima è un minore o se il reato è stato commesso per profitto.
Un cittadino italiano o un cittadino straniero residente legalmente in Italia possono essere puniti ai sensi della presente legge, anche se il fatto è commesso all'estero; la legge potrà così valere per qualsiasi individuo di qualsiasi cittadinanza in Italia, anche se presente illegalmente o provvisoriamente. La legge impone anche che qualsiasi medico riconosciuto colpevole in virtù di tali disposizioni abbia la sua licenza di medicina revocata per un minimo di sei ad un massimo di dieci anni.
Il femminismo italiano è diventato più importante di recente, in particolare durante l'amministrazione dell'ex presidente del Consiglio Berlusconi, con una particolare attenzione all'opposizione nei confronti della crescente oggettivazione delle donne nei programmi televisivi nazionali e nella politica.